# 加悦SL広場
加悦SL広場（かやSLひろば）は、かつて京都府与謝野町加悦にあった鉄道保存展示施設。2020年（令和2年）3月末をもって閉園した。主に加悦鉄道で活躍した車両を展示していた。1977年（昭和52年）9月に開設された。当初は加悦駅構内（1985年（昭和60年）に営業廃止）にあったが、1993年（平成5年）に当時の加悦町へ加悦駅用地を譲渡することになったため、1996年（平成8年）11月に現在の大江山鉱山駅跡に移転・再開した。加悦鉄道から社名変更した「カヤ興産株式会社」が運営していたが、2011年（平成23年）4月1日に同社と宮津港運株式会社が合併して設立された「宮津海陸運輸株式会社」の運営となった。閉園時には、全部で27両を保存展示していた。そのうち11両が動態保存されていた。

## 概要
昭和40年代のいわゆるSLブームを考慮し、2号機関車を筆頭に当時営業していた加悦鐡道加悦駅構内で休廃車を展示していた。さらに国鉄より、1973年（昭和48年）と1975年（昭和50年）にC57 189、C58 390をそれぞれ借り入れ、1977年（昭和52年）「加悦SLの広場」を開設したのが、はじまりである。
構内に保存展示されている旧加悦鉄道2号機関車（123号機関車）は、国の重要文化財及び、日本遺産「丹後ちりめん回廊」の構成文化財に指定されている。
かつては鉄道関連のお土産や定食などを提供した、ショップ蒸気店やサハ3104の中で食事ができる、カフェトレイン蒸気店があったが、カフェトレイン蒸気店は2018年（平成30年）9月25日に、ショップ蒸気店は2018年（平成30年）12月31日をもって閉店している。
2019年（令和元年）12月に2020年（令和2年）3月末での閉園を検討していることが報じられ（後述）、2020年（令和2年）2月17日、宮津海陸運輸が同年3月31日をもって閉園することを発表した。
2020年（令和2年）3月28日 - 29日には、加悦鐡道保存会主催の「さようなら『加悦SL広場』再現列車運転会」が開かれ、28日には全国から家族連れや鉄道ファンら約450人訪れ、同会が2004年（平成16年）に動態復元した1936年（昭和11年）製造の「キハ101」が走行した。「地域の車両が博物館ではなく、地元に保存されていることは意味があること。（閉園は）もったいない」と惜しむ声もあった。
2020年（令和2年）3月31日をもって閉園した。閉園後も車両保存に向けた取り組みが行われている（後述）。

## 沿革
- 1977年（昭和52年）9月：営業中であった旧加悦駅構内の一部を利用して「加悦SLの広場」開設[9]。
- 1979年（昭和54年）：サハ3104を来客用休憩車に改造[2]。
- 1985年（昭和60年）4月30日：加悦鉄道営業終了[9]。同年、鉄道事業の廃止に伴い、加悦鉄道株式会社がカヤ興産株式会社に商号変更[10]。
- 1996年（平成8年）：加悦SLの広場が大江山鉱山駅跡に移転。「加悦SL広場」としてリニューアルオープンした[11]。来客用休憩車となっていたサハ3104が移転に伴いカフェ車に改造され、カフェトレイン蒸気屋として営業[2]。
- 2000年（平成12年）：2号機関車、木造客車5両（ハ21、ハブ3、フハ2、ハ10）、有蓋貨物1両（ワブ3）の合計7両が日本産業考古学会の産業遺産に認定[12]。
- 2003年（平成15年）：蒸気機関車3両(2、4、1261）、木造客車5両（ハ21、ハブ3、フハ2、ハ10）、有蓋貨物1両（ワブ3）、気動車2両（キハ101、キハ51）、合計11両が旧加悦町（現・与謝野町）文化財に指定[12]。
- 2005年（平成17年）6月9日：旧加悦鉄道2号機関車（123号機関車）が車歴簿とともに国の重要文化財に指定[12]。
- 2010年（平成22年）7月：車両以外の加悦鉄道遺産を集約し、与謝野町指定文化財である加悦駅舎にて加悦鉄道資料館として一般公開を始めた[12]。
- 2011年（平成23年）：宮津港運株式会社とカヤ興産株式会社が合併。宮津海陸運輸株式会社が発足[10]。以後、宮津海陸運輸の社員に加悦鐡道保存会が協力する形で車両の維持並びに加悦SL広場の運営を行っている[6]。
- 2020年（令和2年）
  - 3月28日・29日：加悦鐡道保存会主催の「さようなら『加悦SL広場』再現列車運転会」が開かれた[8]。
  - 3月31日：加悦SL広場が閉園[7]。

## 車両の修復保全活動の歴史

加悦SL広場に保存されているキハ101

### 後の加悦SL広場に繋がる約10年間に及ぶ大修復
| 車両（型）                                                    | 状態 |
| ------------------------------------------------------------- | --- |
| 蒸気機関車3両（2、4、1261）                                   | 積極的な静態保存に努め、比較的良好な状態。                                                                  |
| 内燃機関車4両（DB201、DⅭ351、DD352、TMC100）                  | DB201、DⅭ351を除き稼働状況良好。                                                                            |
| 気動車4両（キハ101、キハ51、キハ08 3、キハ10 18）             | 廃線時まで運行していたキハ08 3、キハ10 18は稼働状態。 他の2両は外装塗装に屋根の傷み酷く、機関の始動叶わず。 |
| 付随客車7両(ハブ3、ハ10、フハ2、ハ4995、ハ21、ハ2、サハ3104） | いずれも休車になってから20年近く経過。木部の損傷は極めて著しい。                                            |
| 貨車4両(ワブ1、ワブ3、トム79、トム80）                        | 付随客車同様木部の腐食がかなり進行。                                                                        |

歴代で加悦鉄道及び日本冶金工業に在籍していた車両は89両あったが、1985年（昭和60年）の廃線時、その約25％にあたる22両は旧加悦駅舎内にあった。廃線後は、車両の維持管理が疎かになり、状況は悪くなる一方で、地元紙で酷評されても仕方のない有り様であった。
そんな中、当時は旧加悦駅構内で運営されていた「加悦SLの広場」を存続させるためには、傷みの激しい車両の修復を行うべきとの経営判断により、3年後の1988年（昭和63年）、年間約1両ペースでの修復作業を開始した。修復作業には日本冶金工業から派遣された高度な技能を有する職人が専属的に担当した。降雨量の多い地域かつ屋外保存ということもあり、木造客車は屋根、特に二重屋根は全取替を要するような状態であり、窓枠等の腐食は相当進んでいたが、車内は比較的原状を保っていた。しかしながら、特に損傷が大きかったハ2、貨車は、ワブ3以外の3両が廃線から3年のうちに解体処分となっている。ハ4995は、機関庫の屋根下になるべく保管されていたことから損傷の程度は軽度であったものの修復期間に1年を要した。
図面は正確なものがなく、腐食の進んだ現車を丁寧に調査・実測した修復作業を行った。多くの識者の助言もあり、修復に大いに役立った。約10年間のうちに10両の車両の修復を行った。これは後の「加悦SL広場」に繋がる大修復であったといえる。
加悦SL広場は、加悦鉄道廃止後も各種車両6両を展示用に受け入れている。
| 車両の種類 | 車番     | 製造所               | 製造年             | SL広場使用年       | 前所有者             |
| ---------- | -------- | -------------------- | ------------------ | ------------------ | -------------------- |
| 蒸気機関車 | 103      | H.K.Porter（米）     | 1915年（大正4年）  | 2003年（平成15年） | 宝塚ファミリーランド |
| 内燃機関車 | DB202    | 日立製作所           | 1963年（昭和38年） | 1991年（平成3年）  | 日本冶金工業(株）    |
| 内燃機関車 | KD-4     | 加藤製作所           | 1956年（昭和31年） | 1999年（平成11年） | 加悦鐡道保存会       |
| 電動客車   | モハ1202 | 南海電鉄天下茶屋工場 | 1933年（昭和8年）  | 1995年（平成7年）  | 南海電気鉄道         |
| 無蓋貨車   | ト404    | 大阪梅鉢鉄工所       | 1923年（大正12年） | 2000年（平成12年） | 遠州鉄道             |
| 京都市電   | N5号     | 大阪梅鉢鉄工所       | 1911年（明治44年） | 2003年（平成15年） | 宝塚ファミリーランド |

### 加悦鐡道保存会による保全活動
加悦鐡道保存会は、加悦SL広場や旧加悦鉄道沿線地域での加悦鉄道遺産の保存継承活動及び、各種イベントや学習会などの事業を行うNPO法人として、2006年（平成18年）に設立され、加悦鉄道資料館の管理並びに、加悦SL広場の運営にも協力している。

### 閉園についての一連の報道と発表の経緯
2019年（令和元年）12月現在、車両の整備を行う社員が1名いるが、技術継承が難しく、車両の腐食が進んでいる。運営する「宮津海陸運輸株式会社」は車両の維持が難しいと判断し、2020年（令和2年）3月末をもっての閉園を検討し、車両の引き取り手を探したいと考えていることが2019年12月に報じられた。鉄道チャンネルの取材に、NPO法人加悦鐡道保存会の理事長は決定事項ではないものの、「閉園の方向に向けて調整に入っていることは事実」と認めたうえで、一両でも多くの車両を残すための最善の策を模索しているという。宮津海陸運輸はJ-CASTニュースによる取材に、「人材不足以上に展示車両の老朽化の方が深刻な理由」と述べており、来場客の安全面も危惧している状況にある。車両については「残せる方法をいろいろ検討し残していきたい」としている。
さらに、閉園について報じた京都新聞社の記者は自身のコラムで、2019年（令和元年）12月4日に京都市内に展示されていた蒸気機関車C160が与謝野町に帰郷したことに触れ、『そんな中にあって、（中略）閉園が検討されているのは「青天のへきれき」だ。』と述べ、与謝野町の歴史を学ぶ時、身近に町を支えた車両があるということは代え難い財産であること、他の地域で車両が保存された場合、今以上に歴史的価値を高めていくことの難しさについて言及し、今後も町内に残せるのか、動向を見守っていきたいという。
加悦SL広場は、1990年代は観光バスの立ち寄り地の観光地としてにぎわっていたが、山陰近畿自動車道の京丹後市への延伸の影響もあり、客足が遠のいており、2019年（令和元年）6月からは水曜日だけであった定休日に火曜日と木曜日を追加している。
2020年（令和2年）2月17日、宮津海陸運輸が同年3月31日をもって閉園することを発表した。

## 閉園後の車両保存に向けた取り組み
2020年（令和2年）3月31日をもって、加悦SL広場は閉園したものの、閉園前3月の来場者は、2019年同期比の10倍の約6100人に上っており、車両の移設先として既に青森県など、全国から10件程度の引き合いがあり、今後、宮津海陸運輸や与謝野町、京都府、加悦鐡道保存会が協議を進め、3ヶ月ほどで移設先を固めるとしている。
2021年（令和3年）1月、宮津海陸運輸によると27両のうち、18両の譲渡先が決まっていると京都新聞が報じた。
2021年（令和3年）5月、宮津海陸運輸は「ハ10」、「DB202」、「C58 390」の3両の無償譲渡先の公募を始めた。

### 与謝野町内での保存の動き
車両の保存に向けた議論が与謝野町議会で交わされており、2020年の3月定例会では複数の議員から加悦SL広場の存続に関する質問がなされ、町長は、町の観光の遺産・資源であることから車両保存と加悦SL広場存続を民間の会社等による事業継承の模索をしたが実現に至っていないとしたうえで車両保存を軸として引き続き、協議をしていきたいと答弁し、27車両を出来る限り保存したいと述べている。
与謝野町は、2020年（令和2年）6月30日、旧加悦鉄道2号機関車（123号機関車）と輸入客車「ハ4995」、「ハブ3」を与謝野町内で保存する意向を宮津海陸運輸へ伝えた。保存先は加悦鉄道資料館である。町が同社から無償譲渡を受け、維持管理費用は町が負担する。加悦鉄道を走行した「キハ101」など3両は、加悦鐡道保存会が譲り受け、与謝野駅裏町有地での動態保存を目指すとの報道がなされた。なお、2020年9月6日時点では正式に保存が決定している車両はなく関係者による調整が続けられている。与謝野町の9月議会でも前述の報道の件に対して進捗状況についての質問がなされており、町長は保存に対し町が補助金を充てるという誤認識があったことで協議が一時後退したことや、今後も保存会の活動を支援する意向を示した。
加悦鐵道保存会では、クラウドファンディングによる町有地での一部車両の保存も検討したが、町有地の借用での手続きを進めていくことが難しいことが分かり、断念した。
2021年（令和3年）2月、令和3年度の主要事業として旧加悦鉄道覆屋建築工事が「令和3年度当初予算（案）の概要」に盛り込まれた。宮津海陸運輸から譲渡予定の旧加悦鉄道2号機関車（123号機関車）1両と輸入客車2両を旧加悦駅舎（加悦鉄道資料館）の敷地内に設置するにあたる、車両の設置に必要な整備と保護用の覆屋の建築を行い、旧加悦駅舎の展示品の目玉としての活用を図るというもの。
2021年（令和3年）11月には、車両を譲渡した宮津海陸運輸が日本冶金工業のグループ会社であったことから、日本冶金工業が上屋設置支援を目的として「企業版ふるさと納税」を活用、1千万円を町へ寄付した。上屋は2022年3月完成予定で総工費は2千700万円である。
2022年（令和4年）4月、旧加悦鉄道2号機関車（123号機関車）と「ハ4995」、「ハブ3」の3両について加悦鉄道資料館に移設され、公開が開始された。
| 車両（型）    | 車両の保存先   |
| ------------- | -------------- |
| 2号蒸気機関車 | 加悦鉄道資料館 |
| ハ4995        | 加悦鉄道資料館 |
| ハブ3         | 加悦鉄道資料館 |

### 与謝野町外への移設保存の動き
2020年（令和2年）11月、加悦SL広場で保存されていた長門鉄道101が、長門鉄道の沿線有志が山口県下関市豊田町への引き取りを目指して準備を進めた結果、譲渡される確約を加悦SL広場を運営していた宮津海陸運輸から取り付けたと山口新聞が報じた。有志は豊田町内での常設展示を目指し準備会を立ち上げており、正式契約のめどが立てば正式な会を設立し、会費や寄付、市の援助等で運搬や展示の費用を賄う方針という。その後、2021年（令和3年）9月28日、常設展示される道の駅蛍街道西ノ市（山口県下関市豊田町中村）に陸送された。
2021年（令和3年）1月には、ディーゼル機関車「DC351」が旧南部鉄道の唯一の現存車両として、青森県五戸町に無償譲渡されることになったことを京都新聞が報じた。五戸町は同町にある歴史資料館に屋根付きの展示場所を設ける予定で、2022年度中の公開を目指しクラウドファンディングなどの活用も検討中という。2022年（令和4年）4月、ディーゼル機関車「DC351」はフェリーでの輸送後、4月15日深夜に五戸町に搬入され、ごのへ郷土館の敷地内に設置されている。
2021年（令和3年）12月、京都市電のN電No.5が、譲渡先である大阪府和泉市の法要施設に陸送された。
2022年（令和4年）3月、ワブ3号貨車が三重県いなべ市の貨物鉄道博物館に、TMC100形モーターカーが鳥取県八頭町の若桜鉄道八東駅にそれぞれ陸送された。
2023年11月、青森県の旧南部縦貫鉄道の南部縦貫レールバス愛好会がト404を引き取ったことを公表。
| 車両（型）      | 車両の譲渡先                 | 備考                                 |
| --------------- | ---------------------------- | ------------------------------------ |
| DC351           | 青森県五戸町                 | 南部鉄道への里帰り                   |
| 103号蒸気機関車 | 山口県下関市豊田町の有志団体 | 旧長門鉄道への里帰り                 |
| 京都市電No.5    | 霊園                         | 大阪府和泉市内の霊園に設置           |
| ワブ3号貨車     | NPO法人貨物鉄道博物館        | 三重県いなべ市の貨物鉄道博物館で展示 |
| TMC100          | 若桜線ＳＬ遺産保存会         | 鳥取県八頭町若桜鉄道八東駅構内に展示 |
| 1261号          | 個人                         | 不明                                 |

## 大江山鉱山駅(跡)
大江山鉱山駅（おおえやまこうざんえき）は、かつて大江山にニッケル鉱山（大江山鉱山）が発見されたことに伴い、加悦鉄道加悦駅から鉱土輸送のための貨物専用線（大江山線）として2.6 km延伸された際に設置されていた駅。大江山線は、1940年(昭和15年）6月には開通していた。1945年（昭和20年）の終戦後、ニッケル鉱山の採掘が休止、ニッケル鉱土輸送は廃止された。
その後、地方鉄道として営業許可を申請。1948年（昭和23年）に認可され、翌1949年（昭和24年）には旅客運賃制定も認可。運行を開始する予定であったが、路線バスとの競合により実現することはなかった。加悦鉄道が1985年（昭和60年）4月30日に廃止されるまでの間、大江山鉱山が1955年（昭和30年）の6月から9月の4ヶ月間、一時的に掘削を再開した期間に貨物列車が走行した。大江山鉱山は1967年（昭和42年）にも一時的に掘削を再開しているが、その際は線路の状態が思わしくなく、ダンプによる陸路輸送だった。その状況を鑑みた日本冶金は大江線の復旧作業に着手、完成させたが、1975年（昭和50年）頃までの年2回程度の試運転と称したキハ101の走行を行っていたのみで本格的な列車は走行せず、廃線を迎えた。
現在は、加悦SL広場として整備されており、1970年（昭和45年）より、旧加悦駅構内の一区画で営業していたものを施設を新たに建築し、1996年（平成8年）移転リニューアルさせたものである。

## 営業時間
2019年時点の案内を記す。
- 営業時間
  - 通年 10:00 - 17:00
  - 定休日：火曜・水曜・木曜（祝日は営業、年末年始は別途案内）[52]
- 入場料
  - 大人（中学生以上）：400円
  - 小人（3歳 - 小学生）：200円
  - 3歳未満：無料    - ※団体（20名以上）・障がい者の各割引あり。

## 保存車両

### 蒸気機関車
- 加悦鉄道2 - 重要文化財に指定。産業考古学会産業遺産に認定。
- 加悦鉄道4 ← 河東鉄道（長野電鉄）3 - 与謝野町文化財に指定
- 加悦鉄道1261 ← 旧簸上鉄道1261 - 与謝野町文化財に指定
- 国鉄C57 189
- 国鉄C58 390
- 東洋レーヨン103 ← 長門鉄道101

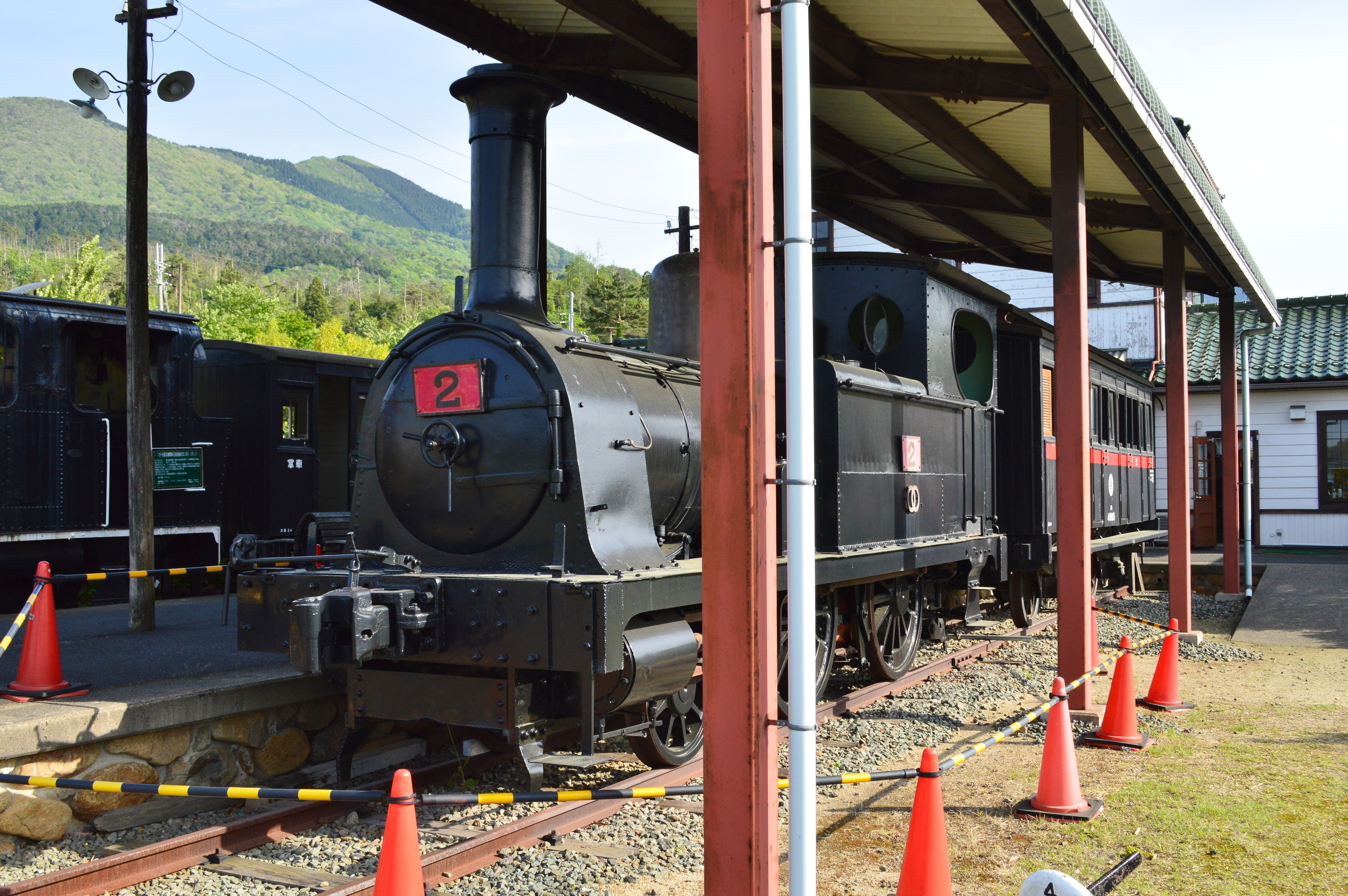
2
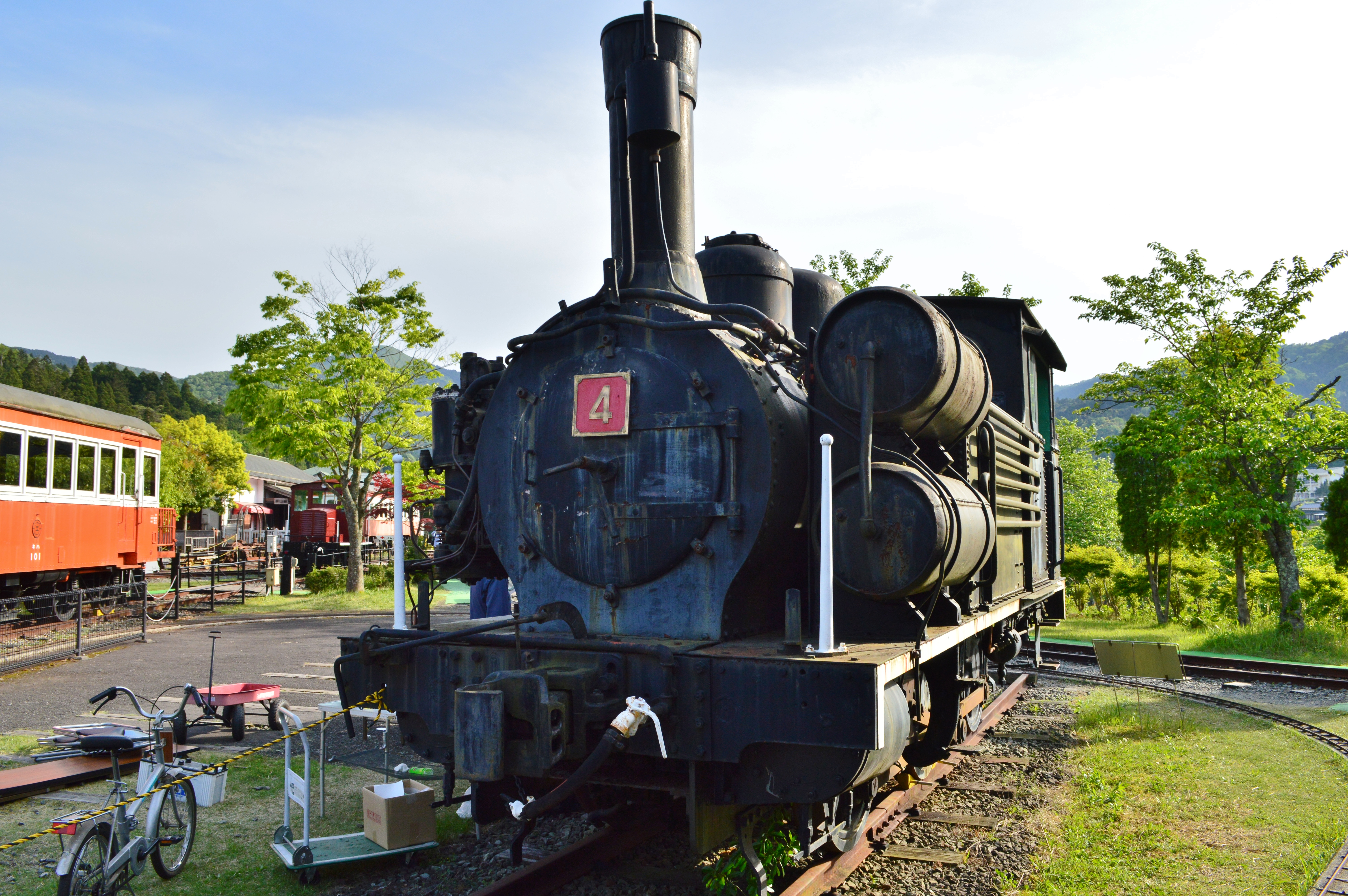
4
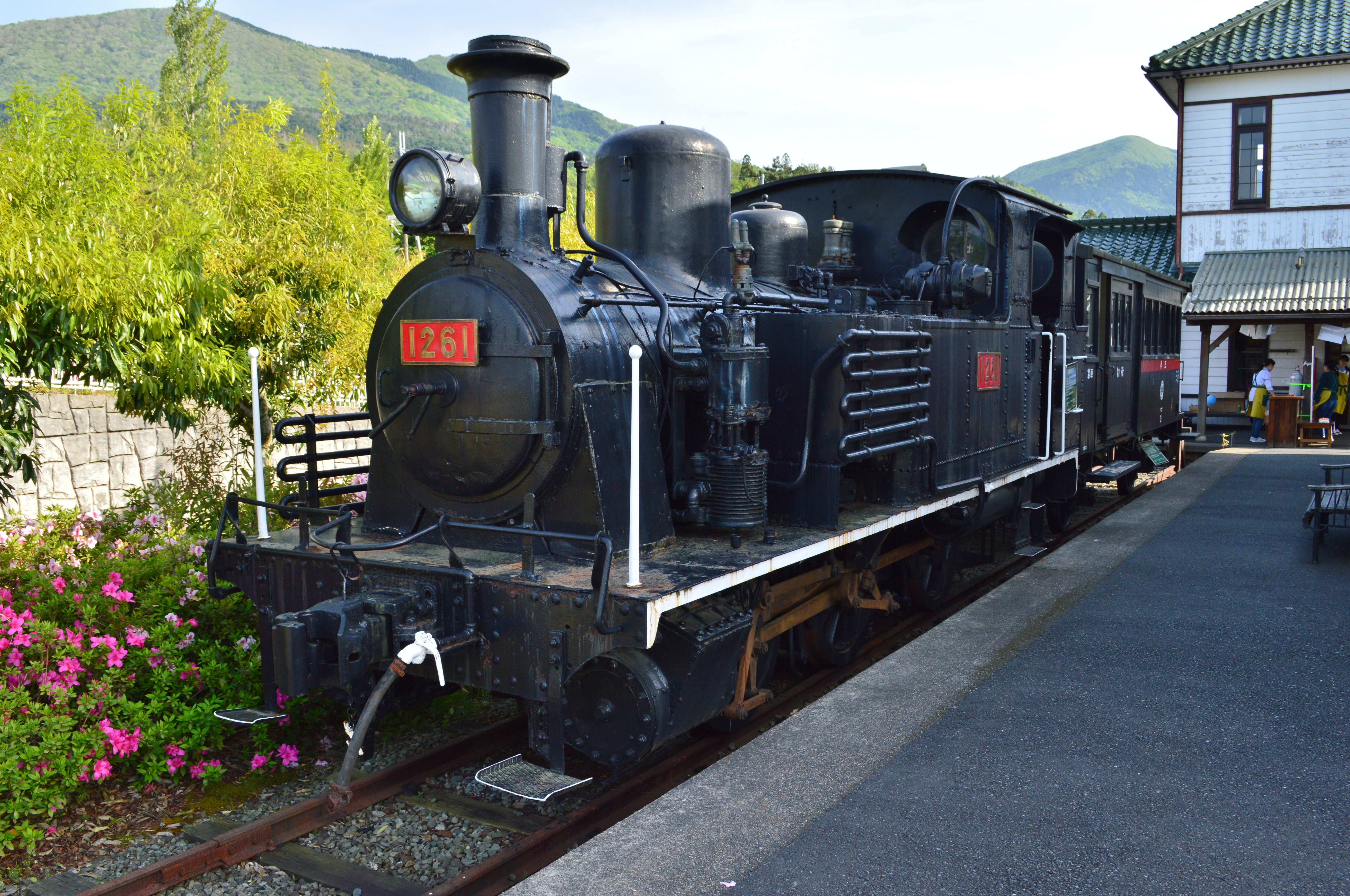
1261
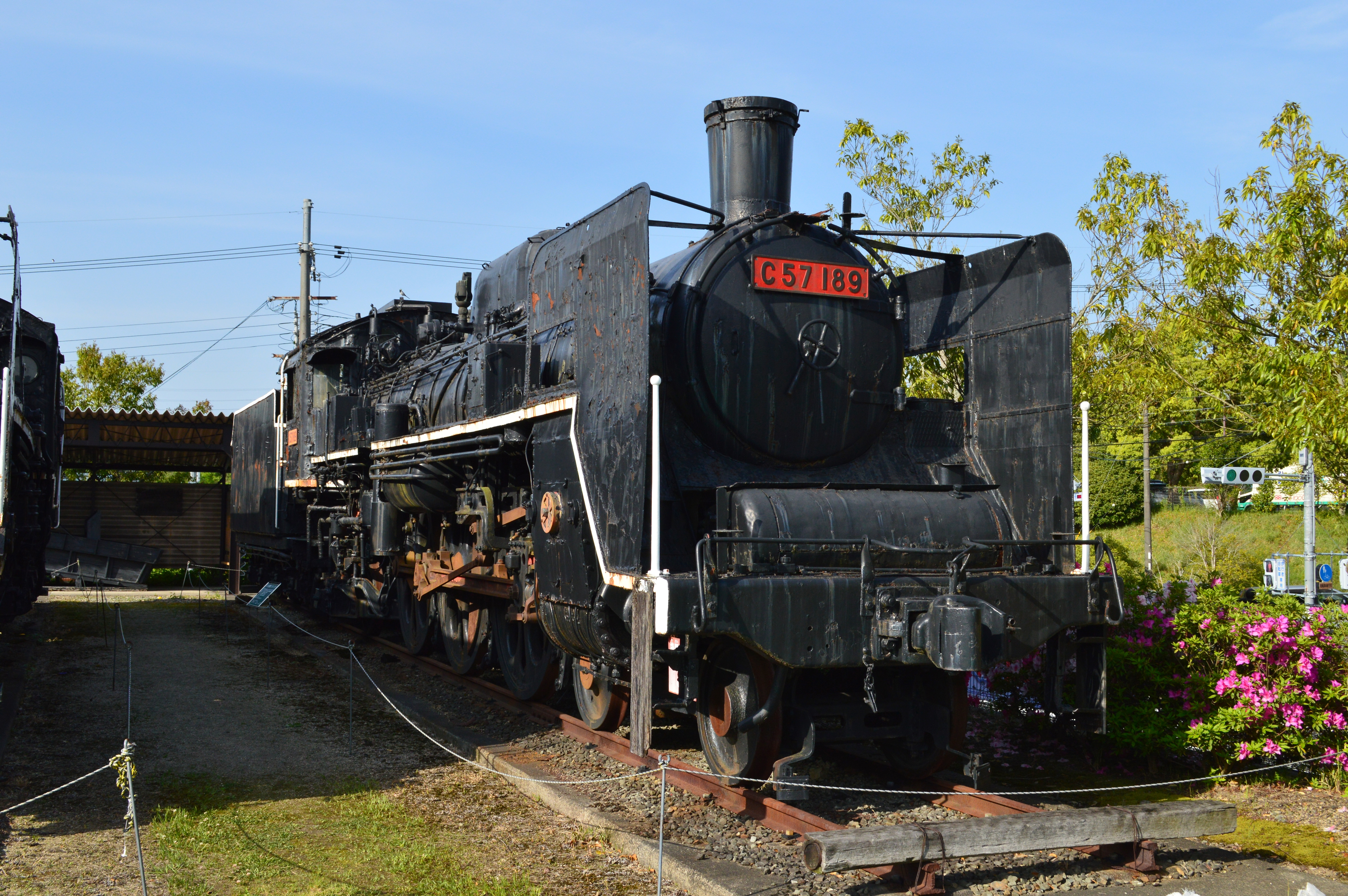
C57 189
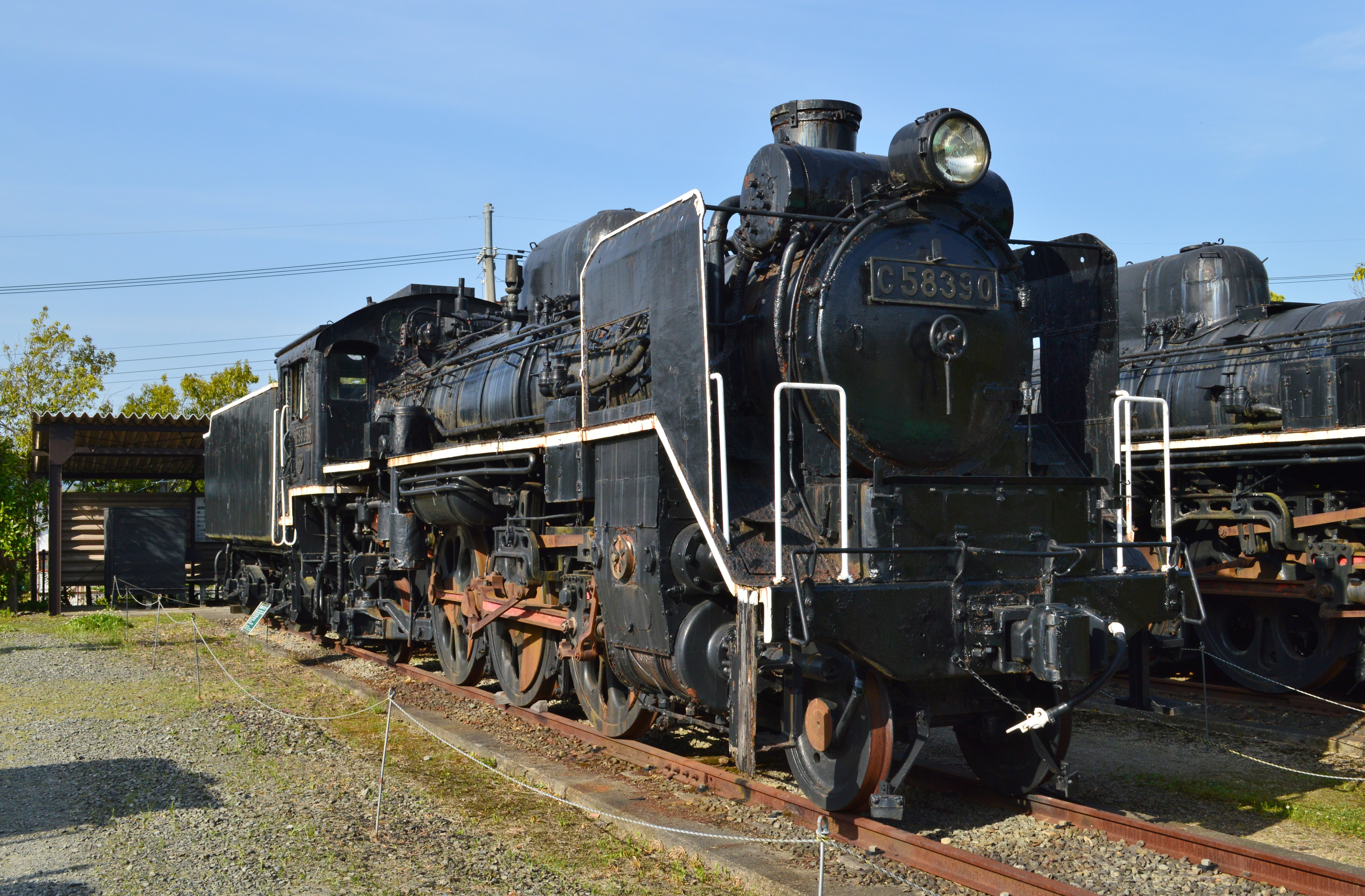
C58 390
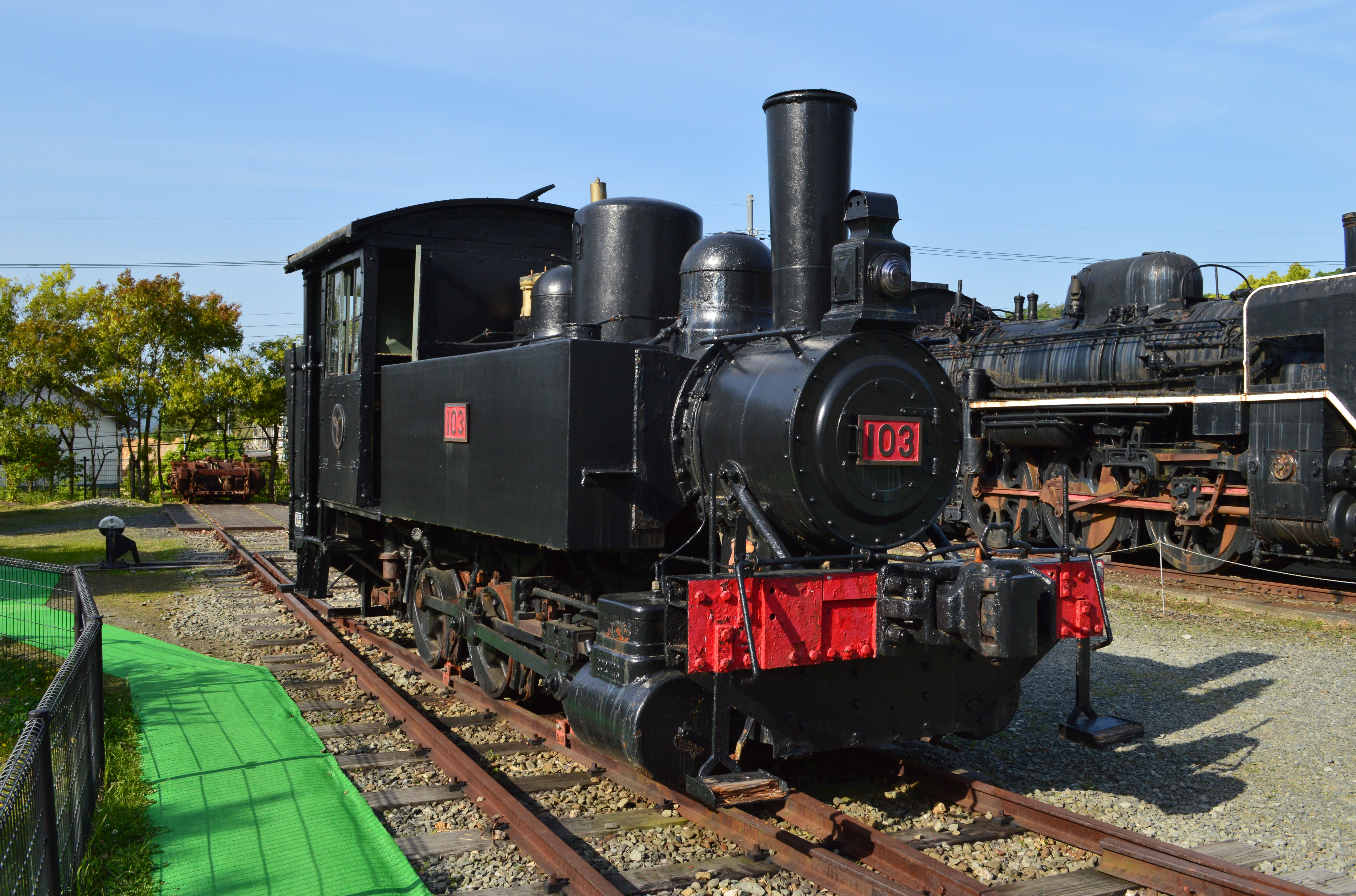
103

### ディーゼル機関車
- 加悦鉄道DB201- 動態保存（現存する唯一の森製作所製造の機関車）
- 加悦鉄道DC351 ←南部鉄道DC351
- 神奈川臨海鉄道DB202 - 動態保存
- TMC100形モーターカー - 動態保存
- 日本専売公社岡山KD-4 - 動態保存

DB201
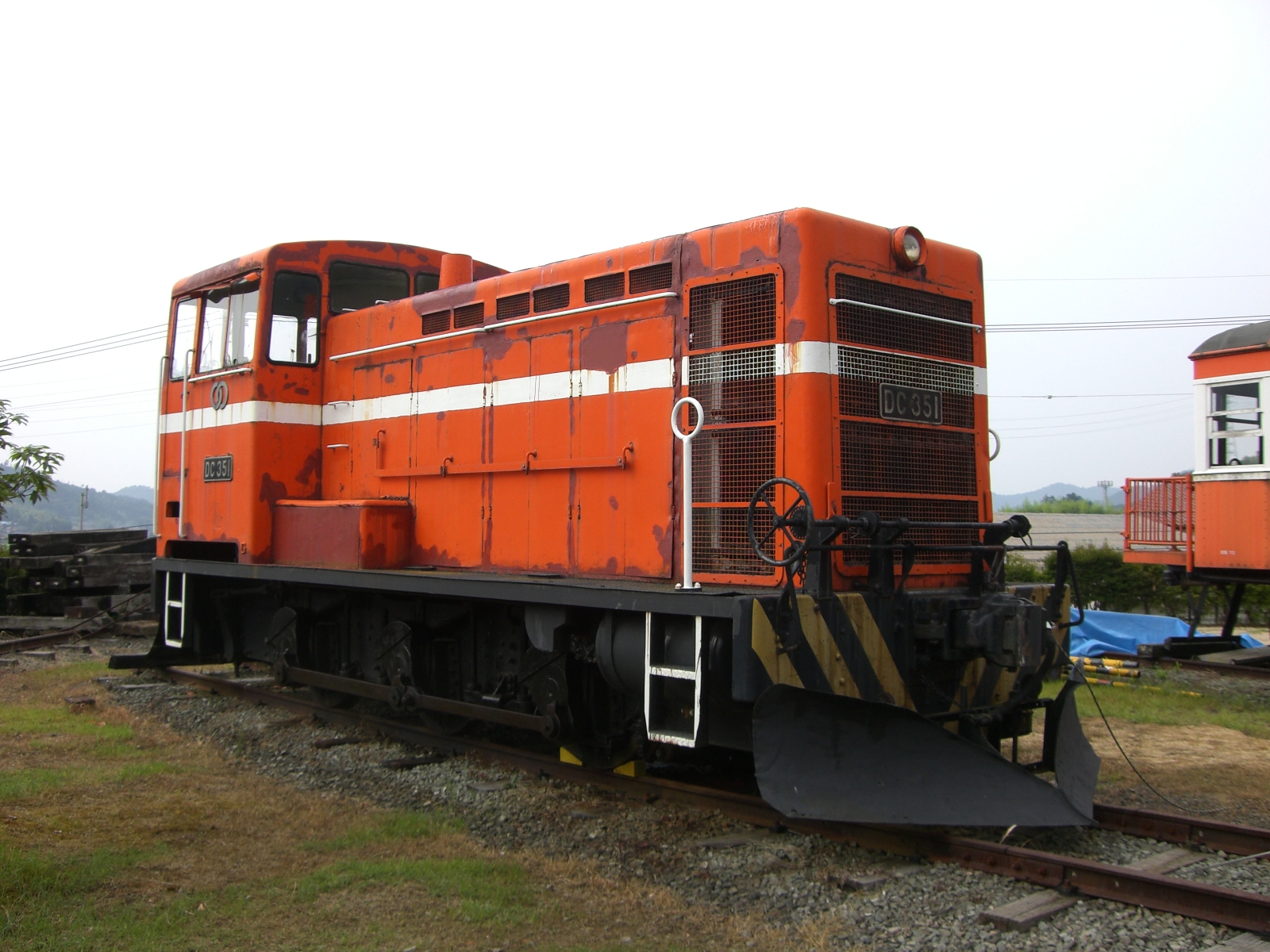
DC351
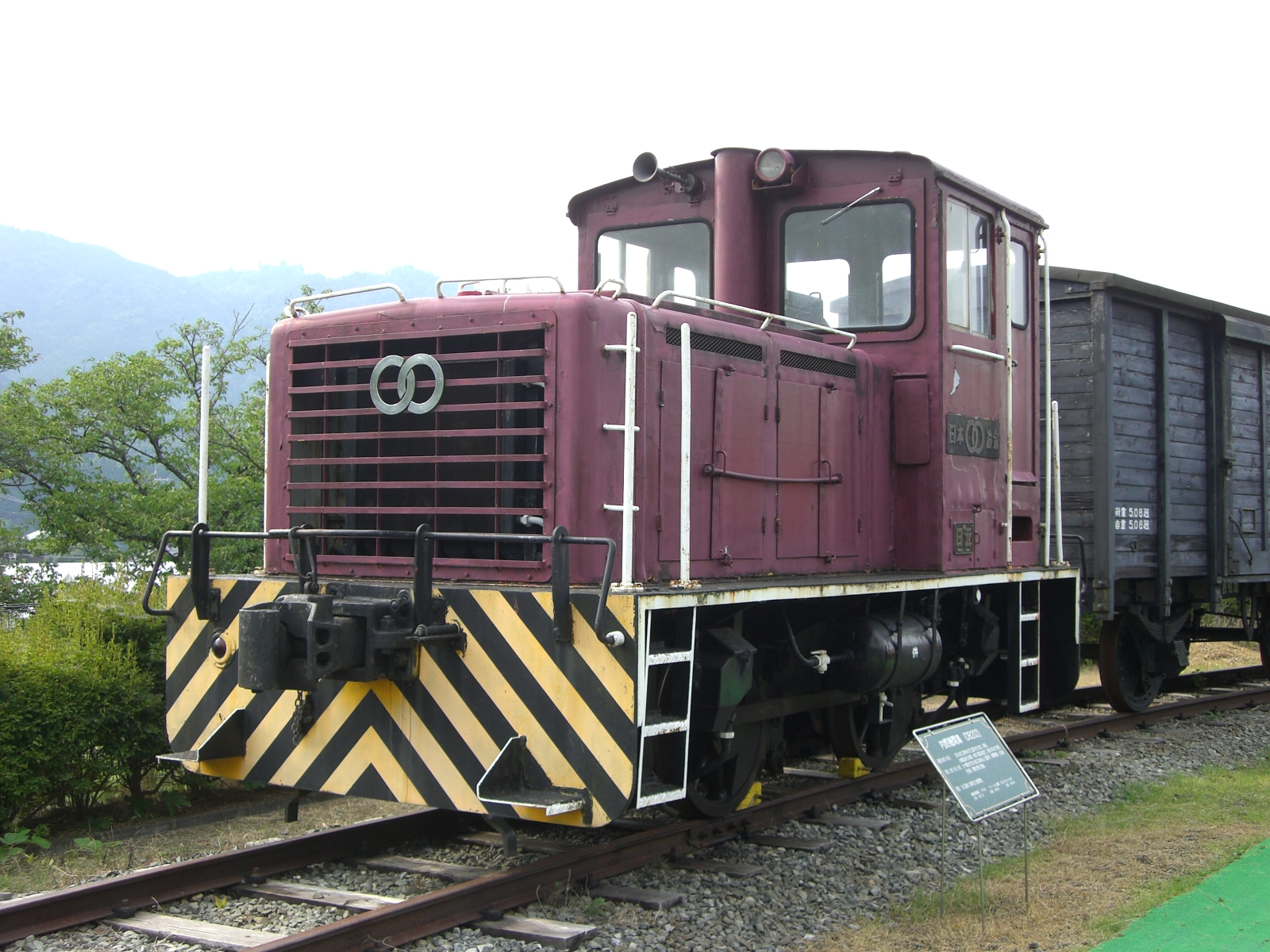
DB202
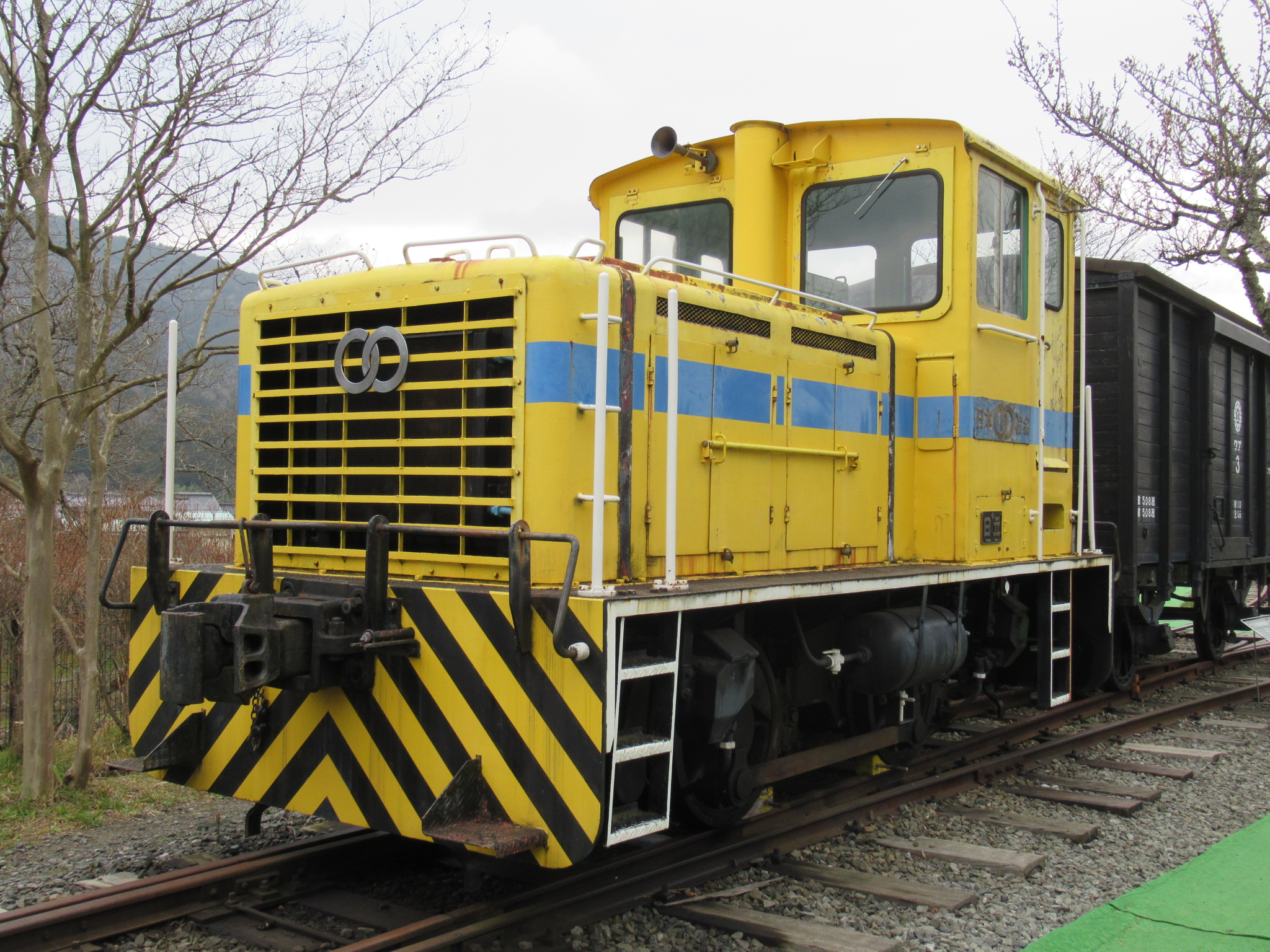
DB202　塗装変更後
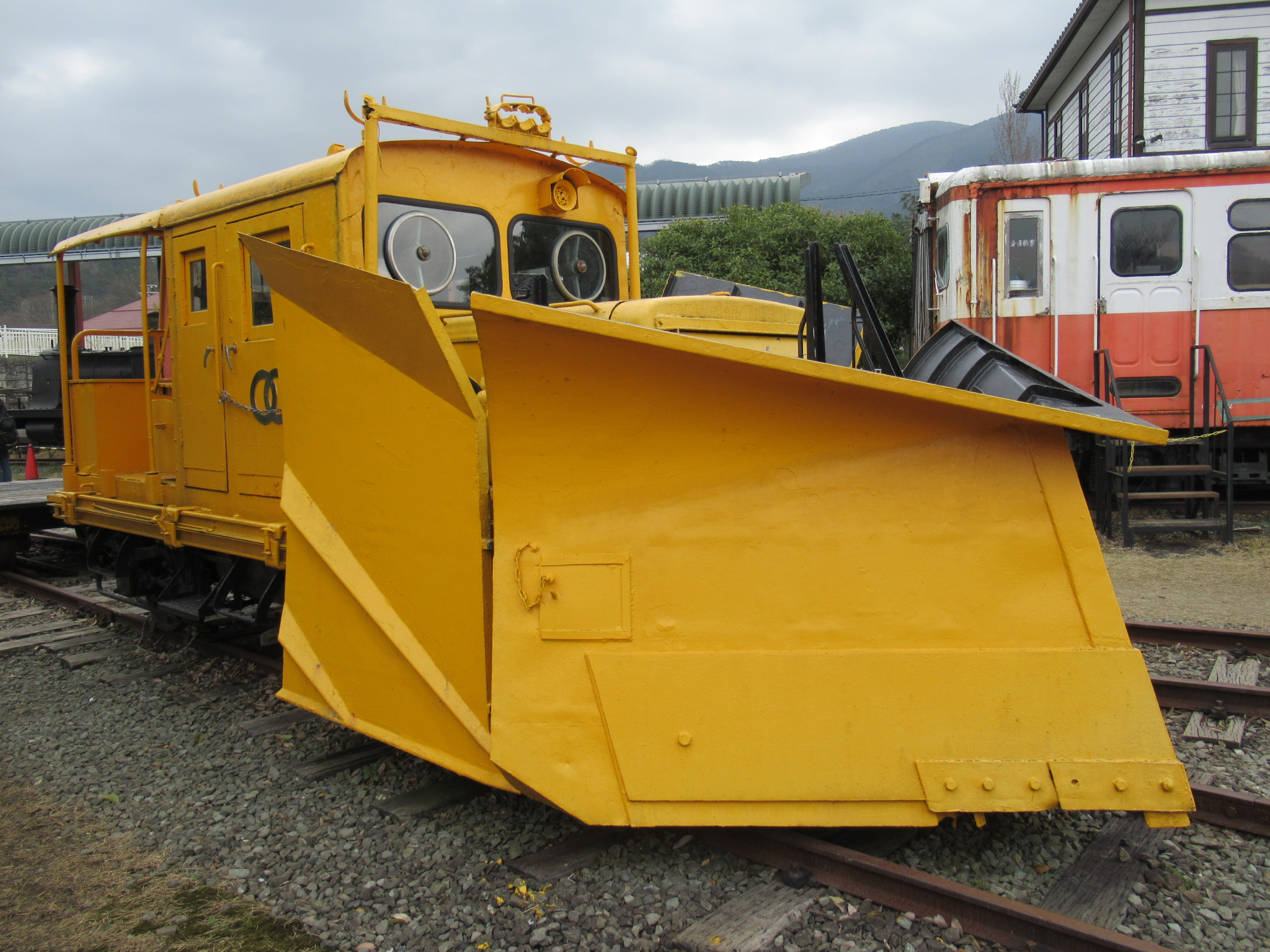
TMC100
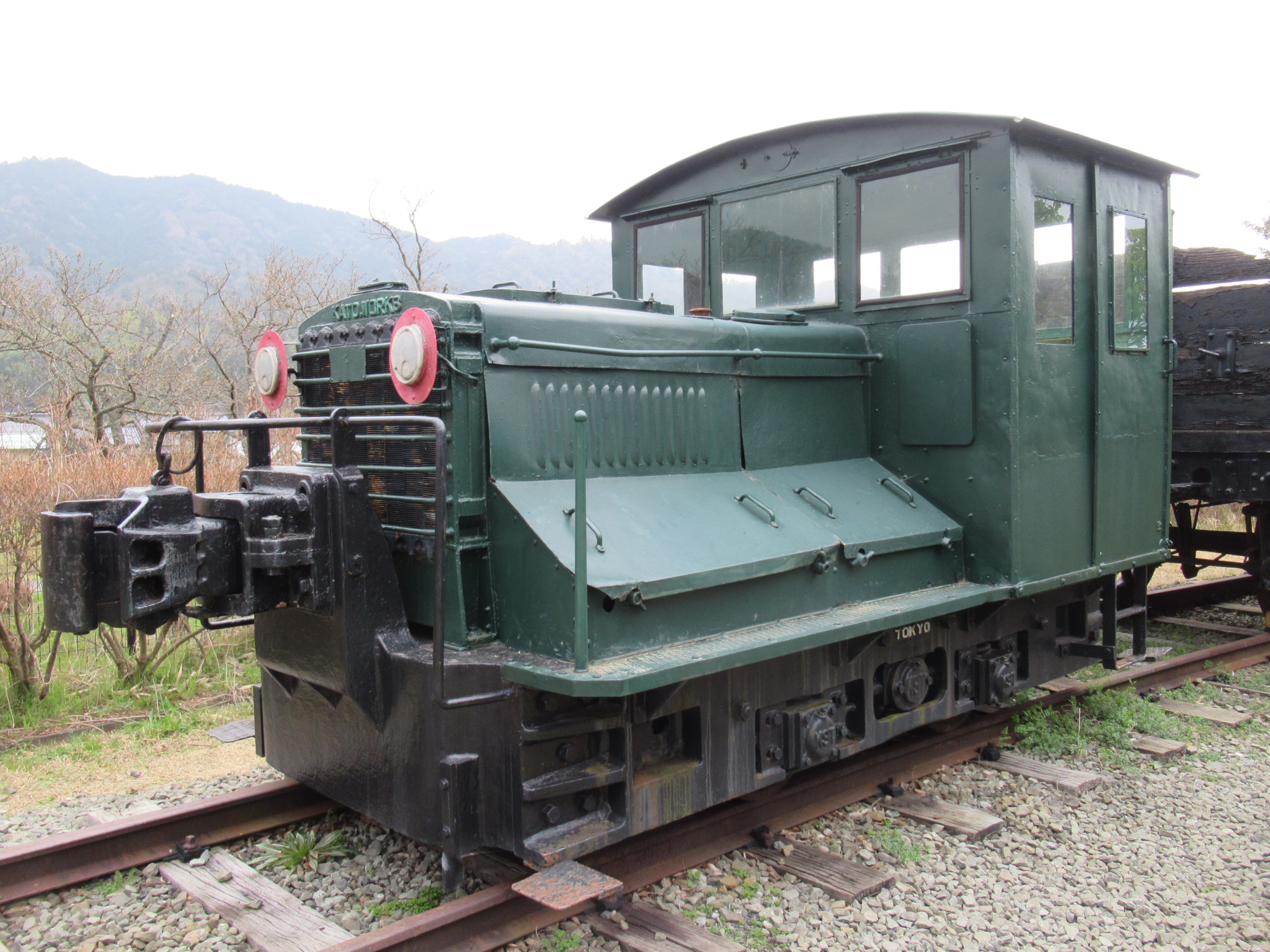
KD-4

### 気動車
- 加悦鉄道キハ101 - 動態保存（日本に現存する唯一の片ボギー車両） - 与謝野町文化財に指定
- 加悦鉄道キハユニ51 ← 船木鉄道 ← 芸備鉄道キハユニ18 - 与謝野町文化財に指定
- 加悦鉄道キハ08 3
- 加悦鉄道キハ10 18

キハユニ51
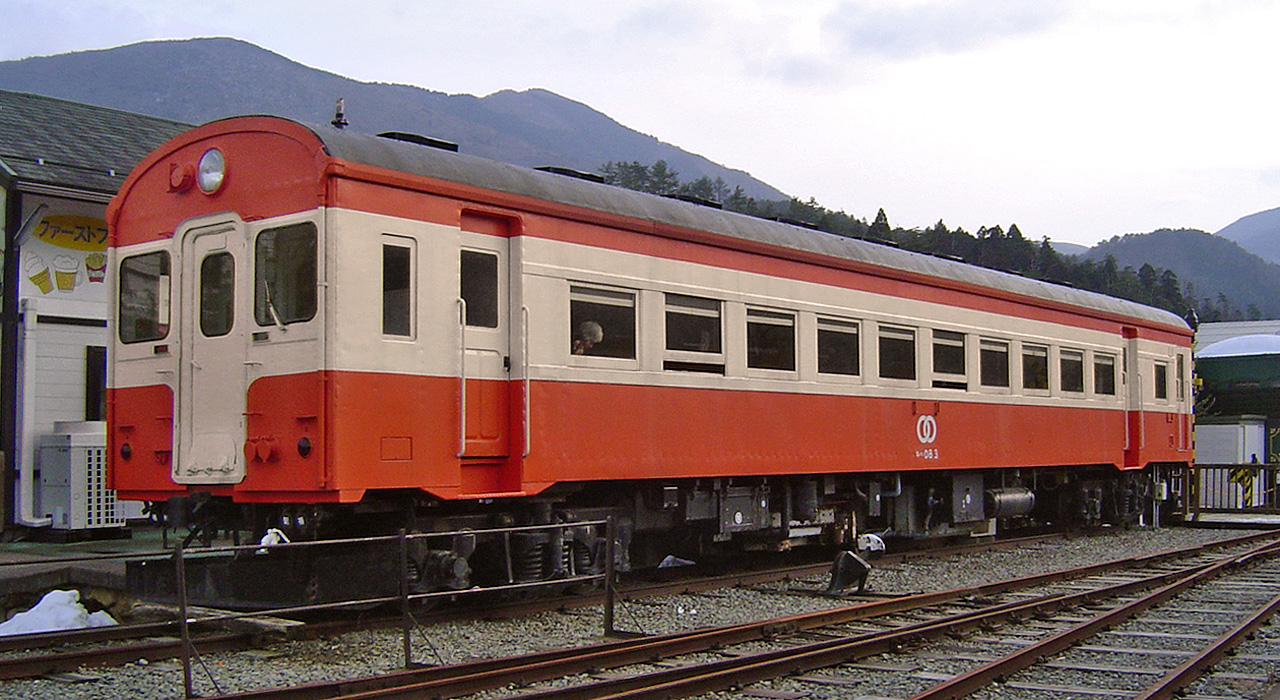
キハ08 3
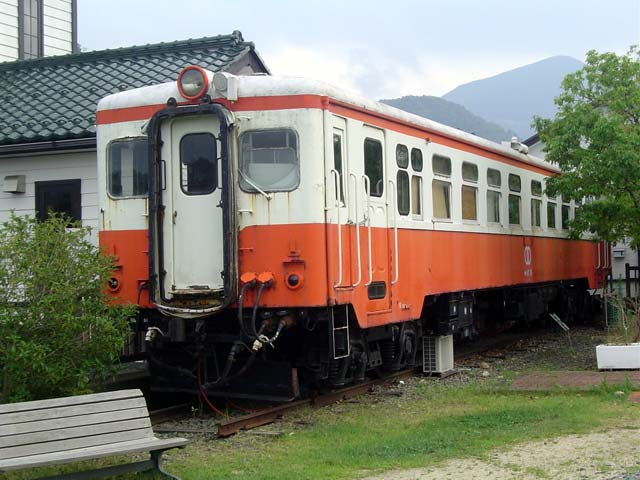
キハ10 18

### 客車
- 加悦鉄道ハ21 - 1928年に国鉄ハ4995（←ロ550[53]）を購入し1935年に車体を新製したもの[54] - 与謝野町文化財に指定。産業考古学会産業遺産に認定。
- 加悦鉄道ハブ3（1926年8月譲渡1969年7月廃車） ← 伊賀鉄道（初代）ハブ2 ← 鉄道院ユニ3906[55] ← 山陽鉄道2325 ← 讃岐鉄道[56][57] - 与謝野町文化財に指定。産業考古学会産業遺産に認定。
- 加悦鉄道ハ4995（復元） - 1935年ハ21製作により旧車体は加悦駅構内で30年以上倉庫として使用されていたが、1970年に車体とハ20（旧国鉄ハ4999）の下回りを組み合わせた[54]。 - 与謝野町文化財に指定。産業考古学会産業遺産に認定。
- 加悦鉄道フハ2 - 与謝野町文化財に指定。産業考古学会産業遺産に認定。
- 加悦鉄道ハ10 - 自社発注の梅鉢製ボギー客車。与謝野町文化財に指定。産業考古学会産業遺産に認定。
- 加悦鉄道サハ3104 - 「カフェトレイン蒸気屋」として使用されていた。2018年9月25日をもって「カフェトレイン蒸気屋」は閉店[58]。

ハ21
ハブ3
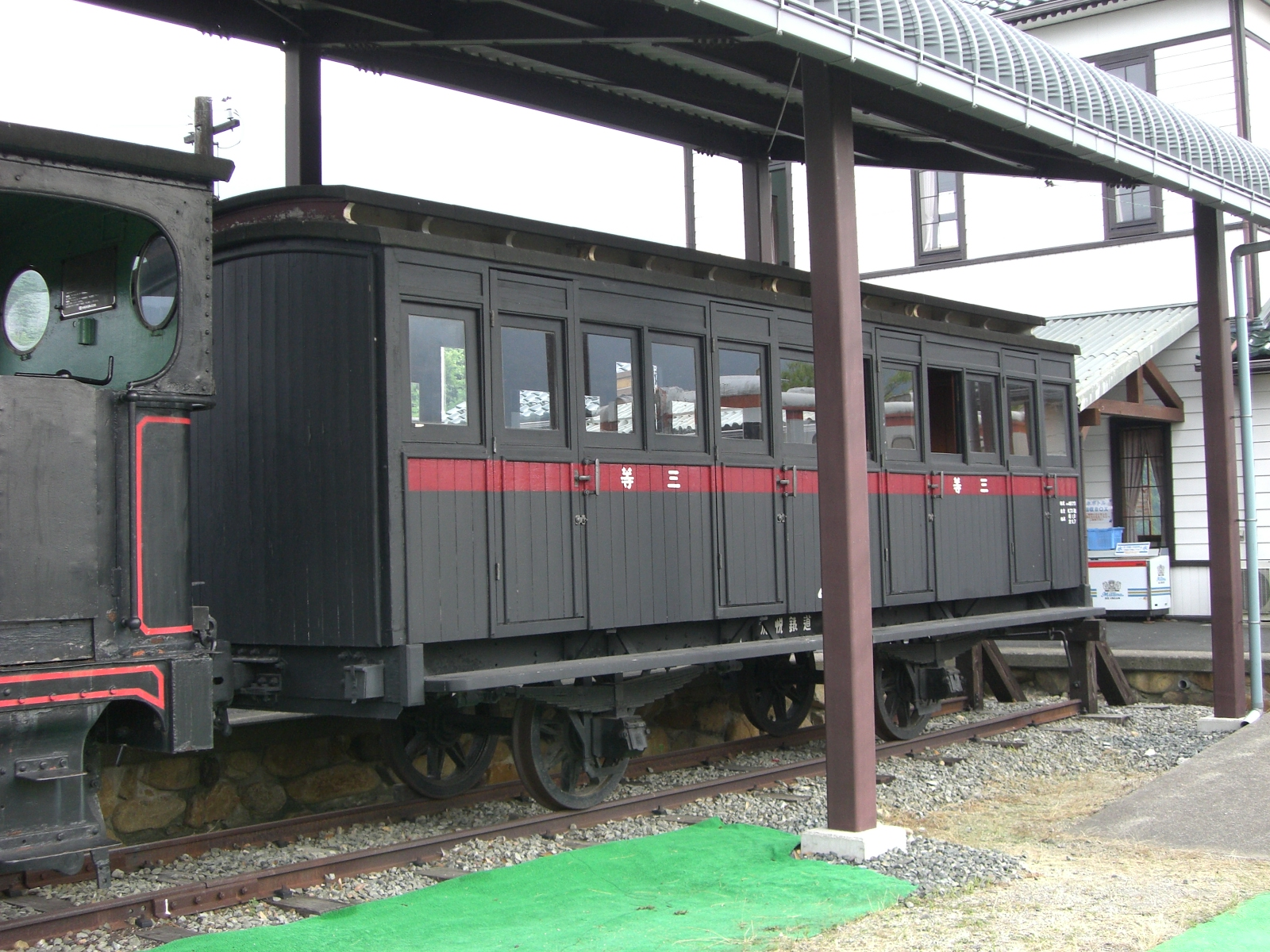
ハ4995
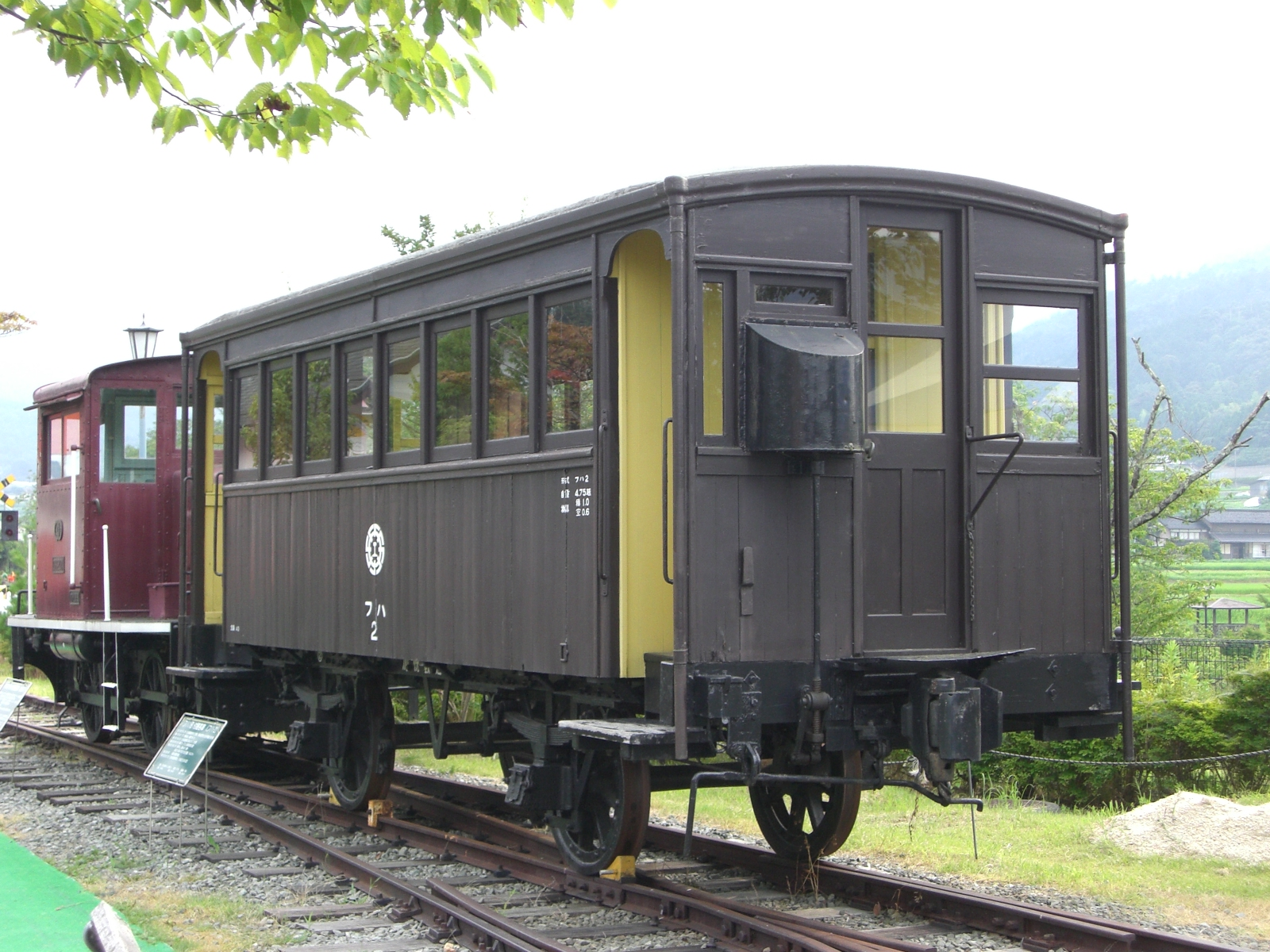
フハ2
ハ10
サハ3104

### 電車
- 京都市電狭軌1形23号車
- 南海電鉄モハ1202 - 保存のために譲り受け

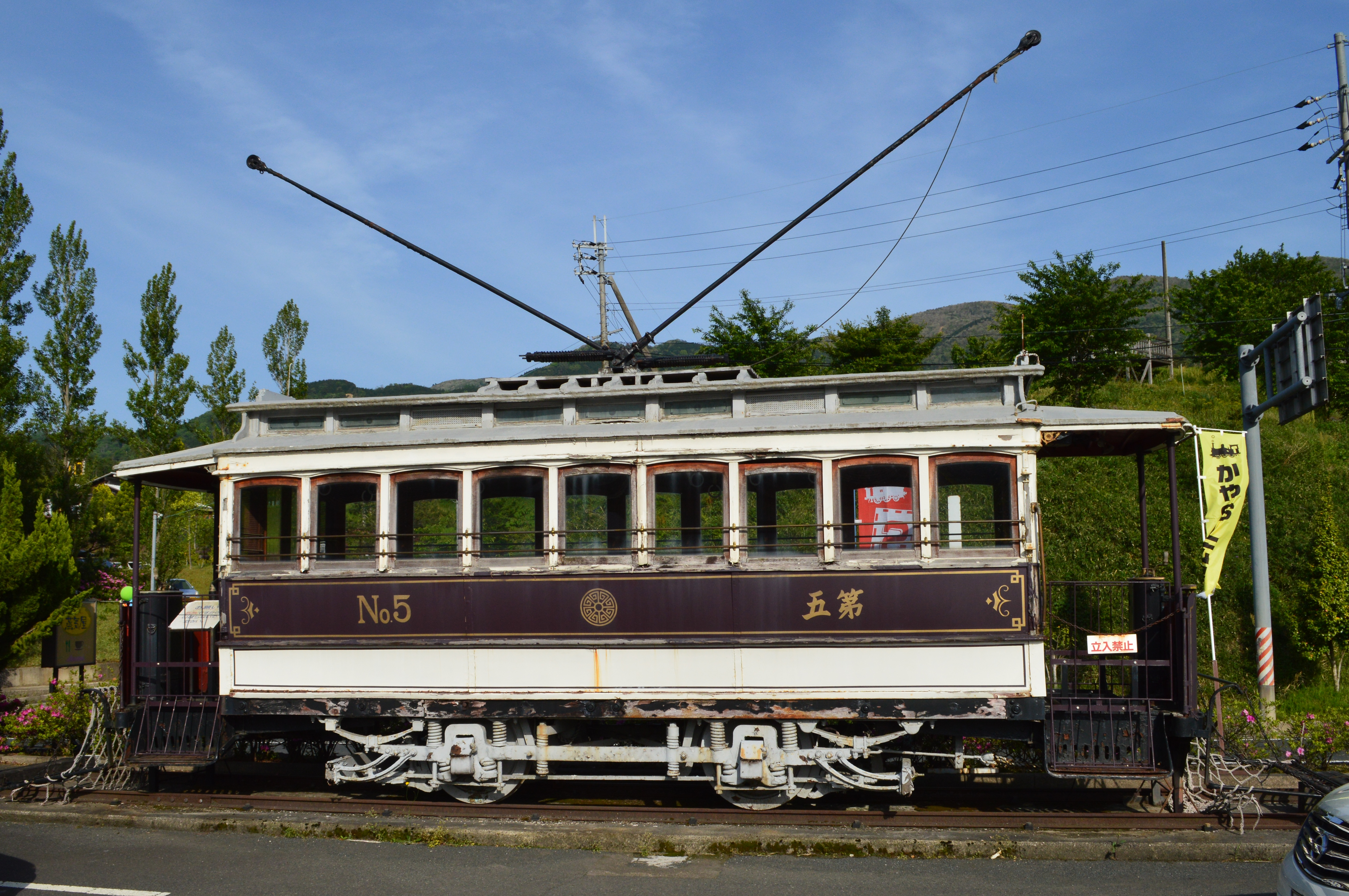
京都市電23(表記は5)
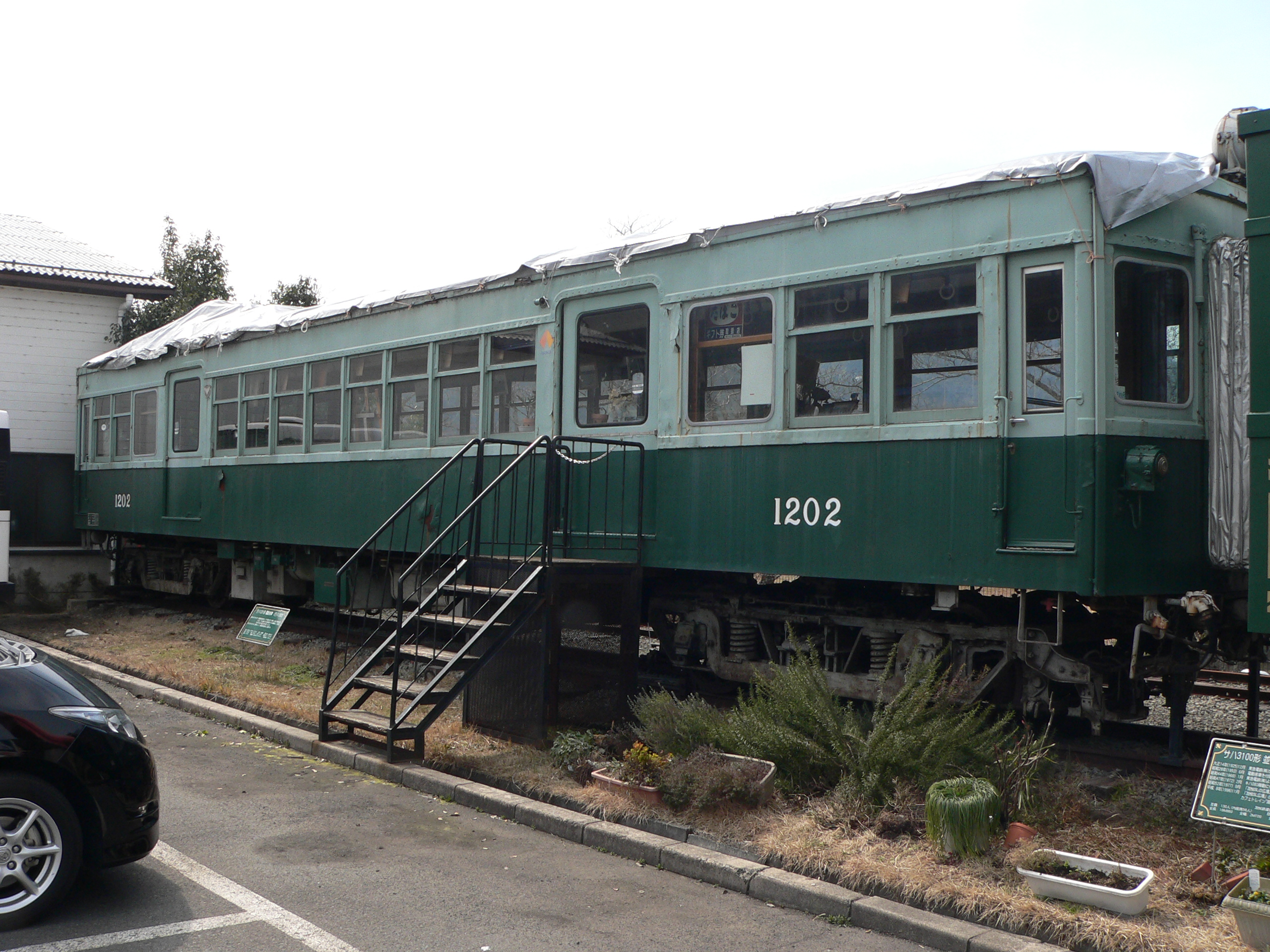
モハ1202

### 貨車
- 遠州鉄道ト404
- 加悦鉄道ワブ3 - 与謝野町文化財に指定。産業考古学会産業遺産に認定。
- 国鉄ヨ2047
- 国鉄キ165
- 蒲原鉄道保線用トロッコ

ト404
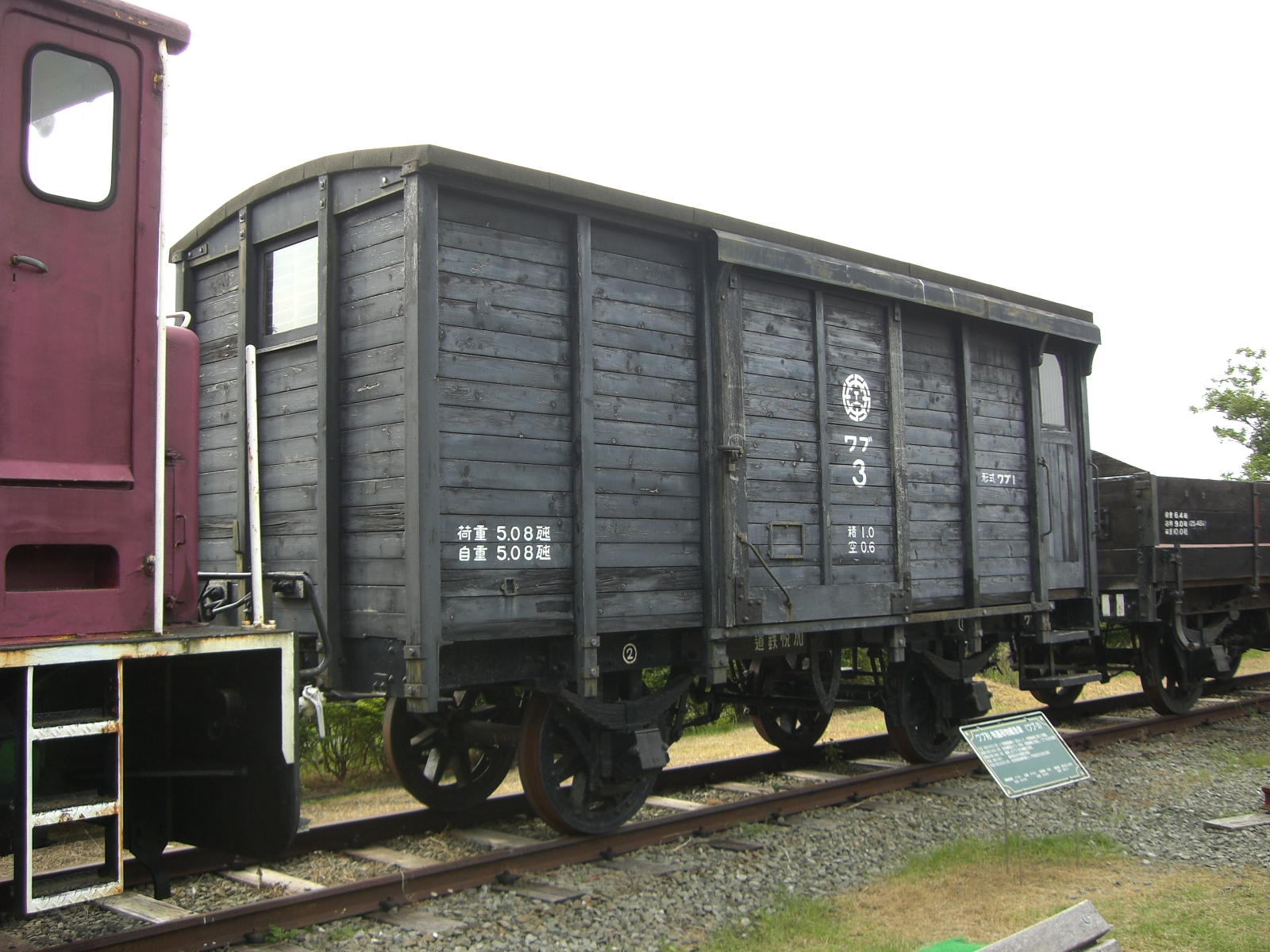
ワブ3
ヨ2047
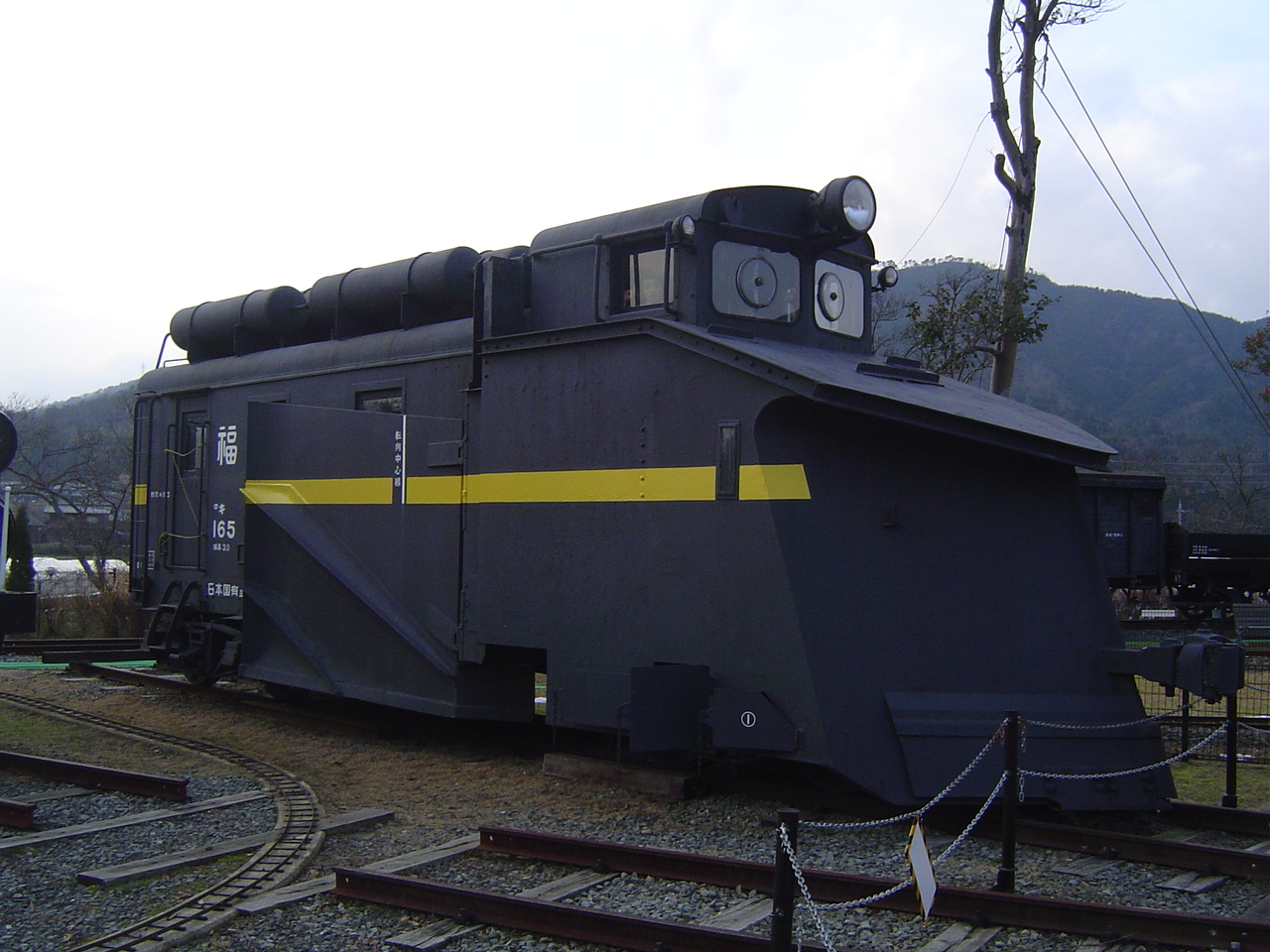
キ165

### その他
- 軌道自転車
- 国鉄C20-6582コンテナ
- 国鉄C21-4920コンテナ

## 文化財

### 重要文化財（国指定）
- 一二三号機関車 一八七三年、英国製（附 機関車台帳2冊）（歴史資料） - 2005年（平成17年）6月9日指定[59][60]。

### 与謝野町指定文化財
- 有形文化財
  - 旧加悦鉄道車両群（歴史資料） - 2003年（平成15年）12月12日指定[60]。

## イベント
- 毎年ゴールデンウィークと、11月初旬には、「加悦鉄道祭り」が開催されていた。「再現列車乗車会（動態保存車両の運転）」や、ミニバザーなどが行われていた。

## アクセス
鉄道
- 京都丹後鉄道宮豊線与謝野駅またはJR山陰本線・福知山線・京都丹後鉄道宮福線福知山駅より丹後海陸交通バス。「SL広場西」停留所下車、徒歩5分。

コミュニティバス（与謝野町内）
- 与謝野町コミュニティバス奥滝線「SL広場」停留所下車。  - ※コミュニティバスは毎週火曜・金曜のみ運行（祝日と年末年始を除く）[61]。